# フィーバーレクサス
フィーバーレクサスVは、1989年6月にSANKYOが開発、発売したアラビア調の世界をモチーフとしたドラム型デジパチ。またはその後継機シリーズ。

## 特徴
- 5ライン機。
- 保留玉連荘、おまけチャッカー出玉による増加タイプ。なお、台湾版では釘の配置が変更され、釘を曲げなくてもおまけチャッカーに玉が流れるようになっていた（ただし、台湾ではこのような仕様は好まれなかったため、「フィーバー大吉」「フィーバーロボ」台湾版ではおまけチャッカーは撤廃された）。
- 業界初の「ステッピングモーター」を採用することでドラムの回転速度を変化させることに成功した。また、このモーターは小型の３連モーター（ピグミートリプルモーター）で、各モーターが各リールを違う速度で回転させる事を可能にした。これまでの機種では毎回、リールの回転時間が異なっていたが、レクサスシリーズからは各リールの回転時間が一定になった。さらに、リーチ時に回転がスローになる演出を実現した。以降の同社製のドラム型デジパチの主流となっている。
- 『フィーバーゴールドI』等に代表される従来のドラム型デジパチと羽根モノ機『マジックカーペット』にも取り入れられたアラビア調の世界を融合した機種といえる。
- 大当たり絵柄に初めて社名を入れた（「SANKYO」）機種である。

## 保留玉連荘
- 大当たり終了後は1G目で保留玉連荘が発生しやすい。これは、大当たり抽選に、0～（大当たり確率の逆数-1）の整数乱数を利用しており、乱数が0の時に大当たりを発生したためだったと当時のパチンコ攻略雑誌で解説されている。つまり、電源を入れた直後は保留玉メモリーには0が書き込まれており、スタートチャッカーに複数個の入球があると新たな乱数が書き込まれるが、大当たりするまで保留ランプを点灯させなければ大当たり乱数0がメモリーに残ったままなる。この性質を利用していわゆる「朝一単発」攻略法が横行し、「単発打ち禁止」をする店舗もあった。また、大当たり中の保留メモリーへの書き込みに失敗した時も0が書き込まれるため、朝一単発でなくても保留玉連荘する事が多かった。

## スペック
- 『フィーバーレクサスV』（1989年6月）
  - 大当たり確率 1/205
  - 賞球数 7&13 大当たり10R10C
  - シリーズ中唯一大当たり判定方法が異なり、朝一の特典もない。
  - 連チャン発生時は必ず同じ図柄が同じラインに連続して揃う。
- 『フィーバーレクサスVI』（1990年2月）『フィーバーレクサスVID』（1990年1月）『フィーバーレクサスVIS』（1990年8月）
  - 大当たり確率 1/225
  - 賞球数 7&13 大当たり10R10C
  - これらは同仕様だが、世界観や絵柄が異なる。大当たり絵柄が「7」だけであることが特徴で、左右には2個ずつ「7」図柄が配置されている。
  - VIとVISは「マジックカーペット」同様の世界観で、ハズレ図柄もラクダなどが用いられている。
  - VIDは従来機（フィーバーアバンテなど）同様、すべての図柄が数字である。
- 『フィーバーレクサスVII』（1989年9月）
  - 大当たり確率 1/274
  - 賞球数 7&13 大当たり10R10C
  - シリーズ中最も辛い仕様。図柄や世界観は当時のパチスロっぽいもので、ハズレ図柄にフルーツ図柄などを使用。

※大当たり確率の値はメーカー発表

## 関連商品
- 『パチンコ・ミュージックフロム三共』（キングレコード、1989年9月8日、140A-7714）